# Instruments optomètrics
Els instruments optomètrics són els instruments que s'utilitzen habitualment en la pràctica de l'optometria. Són els instruments utilitzats per realitzar un examen refractiu, observar o mesurar les estructures de l'ull, o bé per caracteritzar els elements compensadors. Alguns elements compensadors, tals com els que s'utilitzen per compensar la baixa visió, també es consideren instruments optomètrics. Els elements compensadors habituals (lents oftàlmiques i lents de contacte) no es consideren instruments optomètrics. La majoria d'instruments optomètrics són instruments òptics
Instrumentació per a baixa visió
- Lupa
- Telemicroscopi
- Ullera de Galileu
- Ullera de Kepler

Instrumentació per a elements compensadors
- Frontofocòmetre
- Frontofocòmetre automàtic
- Radioscopi

Instrumentació per a l'estudi de les estructures oculars
- Biomicroscopi ocular o làmpada d'escletxa
- Oftalmoscopi
- Càmera de fons d'ull o retinògraf
- OCT
- HRT
- GDx

Instrumentació per a les mesures oculars
- Queratòmetre
- Topògraf ocular
- Campímetre
- Paquímetre
- Biòmetre

Instrumentació per a la determinació de l'estat refractiu de l'ull
- Retinoscopi
- Autorefractòmetre